# Rousson (Gard)
Pour les articles homonymes, voir Rousson.
Rousson est une commune française située dans le nord du département du Gard, en région Occitanie.
Exposée à un climat méditerranéen, elle est drainée par l'Auzon, l'Avène, l'Arias, le ruisseau de Grave Longue et par divers autres petits cours d'eau. La commune possède un patrimoine naturel remarquable :  un espace protégé (la « vallée de l'Avène ») et une zone naturelle d'intérêt écologique, faunistique et floristique.
Rousson est une commune urbaine qui compte 4 437 habitants en 2022, après avoir connu une forte hausse de la population depuis 1962. Elle est dans l'agglomération d'Alès et fait partie de l'aire d'attraction d'Alès. Ses habitants sont appelés les Roussonnais ou  Roussonnaises.
Le patrimoine architectural de la commune comprend deux  immeubles protégés au titre des monuments historiques : l'église Saint-Martin, inscrite en 1963, et le château, inscrit en 1972.

## Géographie
Essentiellement rurale jusque dans les années 1970, la commune est devenue au fil du temps une banlieue résidentielle du nord de l'agglomération d'Alès.
L'habitat, principalement pavillonnaire, est caractérisé par un important mitage urbain sur la moitié est du territoire communal, alors que la partie ouest est principalement occupée de forêts et de garrigues.
L'habitat demeure très dispersé le long de la RD904, importante route reliant Alès à Aubenas via Saint-Ambroix jusqu'au hameau de Pont-d'Avène.
La commune se trouve donc à 6 km d'Alès et 10 km de Saint-Ambroix.

### Communes limitrophes
Les communes limitrophes sont Allègre-les-Fumades, Les Mages, Saint-Florent-sur-Auzonnet, Saint-Jean-de-Valériscle, Saint-Julien-de-Cassagnas, Saint-Julien-les-Rosiers, Saint-Privat-des-Vieux, Salindres et Servas.
| Saint-Florent-sur-Auzonnet | Saint-Jean-de-Valériscle, Les Mages | Saint-Julien-de-Cassagnas |
| Saint-Julien-les-Rosiers   | Rousson                             | Allègre-les-Fumades       |
| Saint-Privat-des-Vieux     | Salindres                           | Servas                    |

### Climat
Pour des articles plus généraux, voir Climat de l'Occitanie et Climat du Gard.
En 2010, le climat de la commune est de type climat méditerranéen franc, selon une étude s'appuyant sur une série de données couvrant la période 1971-2000. En 2020, Météo-France publie une typologie des climats de la France métropolitaine dans laquelle la commune est dans une zone de transition entre le climat de montagne et le climat méditerranéen et est dans la région climatique Provence, Languedoc-Roussillon, caractérisée par une pluviométrie faible en été, un très bon ensoleillement (2 600 h/an), un été chaud (21,5 °C), un air très sec en été, sec en toutes saisons, des vents forts (fréquence de 40 à 50 % de vents > 5 m/s) et peu de brouillards.
Pour la période 1971-2000, la température annuelle moyenne est de 13,4 °C, avec une amplitude thermique annuelle de 17 °C. Le cumul annuel moyen de précipitations est de 1 063 mm, avec 7,1 jours de précipitations en janvier et 3,6 jours en juillet. Pour la période 1991-2020, la température moyenne annuelle observée sur la station météorologique la plus proche, située sur la commune de Salindres à 1 km à vol d'oiseau, est de 14,0 °C et le cumul annuel moyen de précipitations est de 1 092,1 mm,. Pour l'avenir, les paramètres climatiques de la commune estimés pour 2050 selon différents scénarios d'émission de gaz à effet de serre sont consultables sur un site dédié publié par Météo-France en novembre 2022.

### Milieux naturels et biodiversité

#### Espaces protégés
La protection réglementaire est le mode d’intervention le plus fort pour préserver des espaces naturels remarquables et leur biodiversité associée,.
Un  espace protégé est présent sur la commune : 
la « vallée de l'Avène », objet d'un arrêté de protection de biotope, d'une superficie de 315,5 ha.

#### Zones naturelles d'intérêt écologique, faunistique et floristique

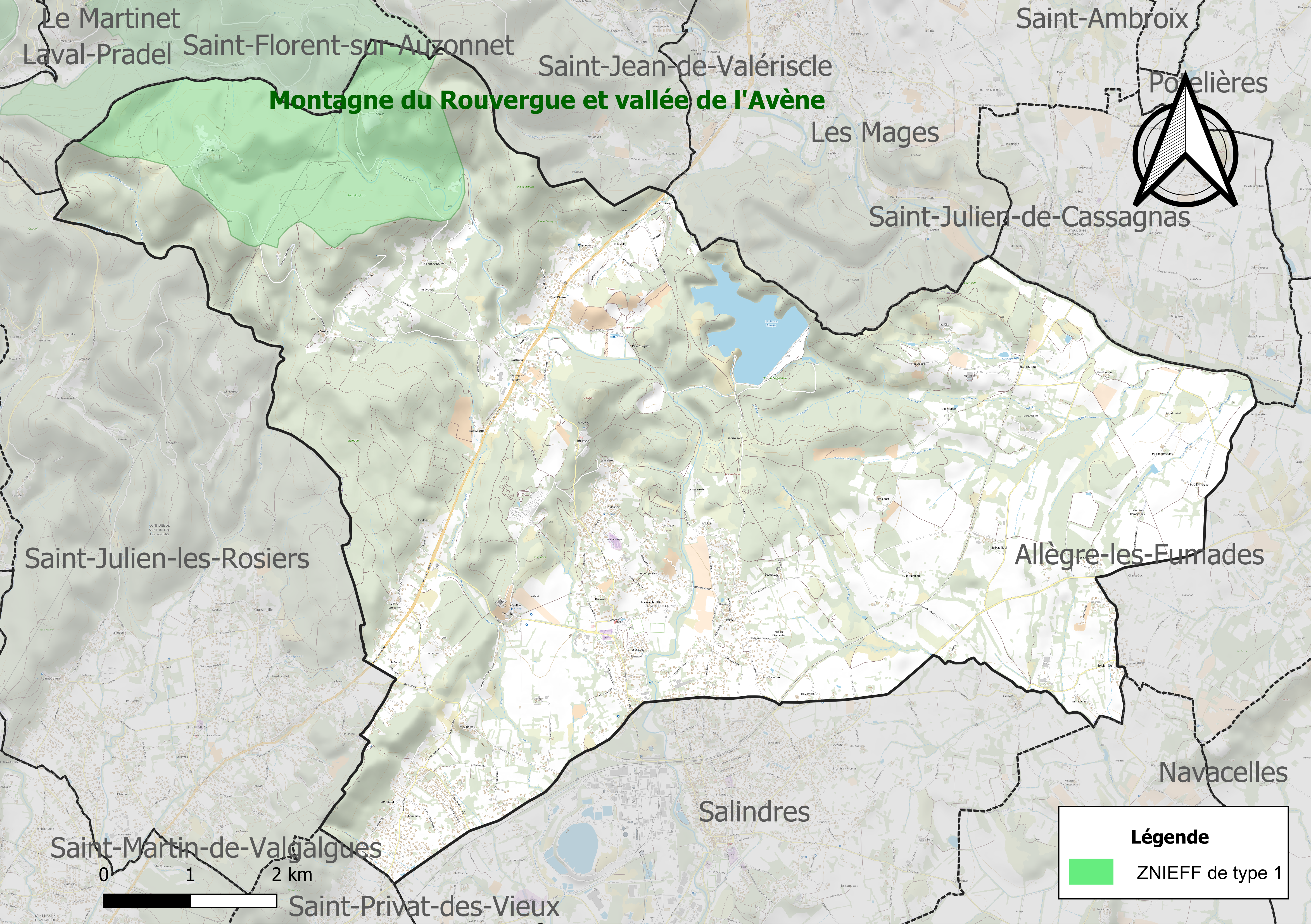
Carte de la ZNIEFF de type 1 localisée sur la commune.

L’inventaire des zones naturelles d'intérêt écologique, faunistique et floristique (ZNIEFF) a pour objectif de réaliser une couverture des zones les plus intéressantes sur le plan écologique, essentiellement dans la perspective d’améliorer la connaissance du patrimoine naturel national et de fournir aux différents décideurs un outil d’aide à la prise en compte de l’environnement dans l’aménagement du territoire.
Une ZNIEFF de type 1 est recensée sur la commune :
la « montagne du Rouvergue et vallée de l'Avène » (1 329 ha), couvrant 4 communes du département.

## Urbanisme

### Typologie
Au 1er janvier 2024, Rousson est catégorisée ceinture urbaine, selon la nouvelle grille communale de densité à sept niveaux définie par l'Insee en 2022.
Elle appartient à l'unité urbaine d'Alès, une agglomération intra-départementale regroupant 22  communes, dont elle est une commune de la banlieue,,. Par ailleurs la commune fait partie de l'aire d'attraction d'Alès, dont elle est une commune de la couronne,. Cette aire, qui regroupe 64 communes, est catégorisée dans les aires de 50 000 à moins de 200 000 habitants,.

### Occupation des sols
L'occupation des sols de la commune, telle qu'elle ressort de la base de données européenne d’occupation biophysique des sols Corine Land Cover (CLC), est marquée par l'importance des forêts et milieux semi-naturels (53,6 % en 2018), une proportion sensiblement équivalente à celle de 1990 (53,2 %). La répartition détaillée en 2018 est la suivante : 
forêts (36,9 %), zones agricoles hétérogènes (23,2 %), milieux à végétation arbustive et/ou herbacée (16,7 %), zones urbanisées (9,1 %), prairies (7,5 %), terres arables (5,6 %), eaux continentales (1 %). L'évolution de l’occupation des sols de la commune et de ses infrastructures peut être observée sur les différentes représentations cartographiques du territoire : la carte de Cassini (XVIIIe siècle), la carte d'état-major (1820-1866) et les cartes ou photos aériennes de l'IGN pour la période actuelle (1950 à aujourd'hui).

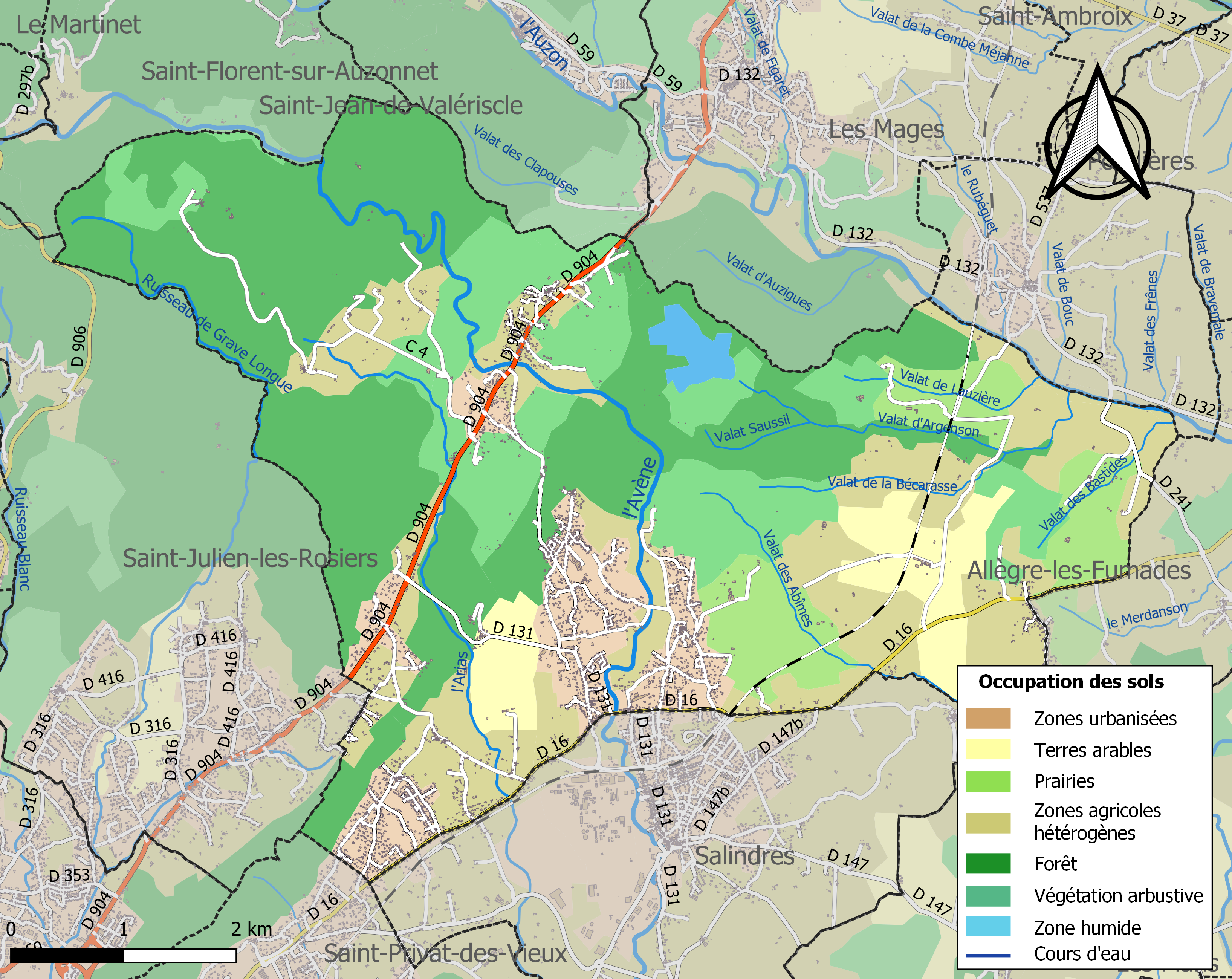
Carte des infrastructures et de l'occupation des sols de la commune en 2018 (CLC).

### Risques majeurs
Le territoire de la commune de Rousson est vulnérable à différents aléas naturels : météorologiques (tempête, orage, neige, grand froid, canicule ou sécheresse), inondations, feux de forêts, mouvements de terrains et séisme (sismicité modérée). Il est également exposé à deux risques technologiques, le transport de matières dangereuses et  le risque industriel, et à un risque particulier : le risque de radon. Un site publié par le BRGM permet d'évaluer simplement et rapidement les risques d'un bien localisé soit par son adresse soit par le numéro de sa parcelle.

#### Risques naturels
La commune fait partie du territoire à risques importants d'inondation (TRI) d'Alès, regroupant 37 communes autour d'Alès, un des 31 TRI qui ont été arrêtés fin 2012 sur le bassin Rhône-Méditerranée, retenu au regard des risques de débordements de la Cèze et des Gardons. Parmi les dernières crues significatives qui ont touché le territoire figurent celles de 1958 et de septembre 2002. Des cartes des surfaces inondables ont été établies pour trois scénarios : fréquent (crue de temps de retour de 10 ans à 30 ans), moyen (temps de retour de 100 ans à 300 ans) et extrême (temps de retour de l'ordre de 1 000 ans, qui met en défaut tout système de protection),. La commune a été reconnue en état de catastrophe naturelle au titre des dommages causés par les inondations et coulées de boue survenues en 1982, 1983, 1987, 1993, 1995, 1997, 1998, 2002, 2008, 2014 et 2015,.

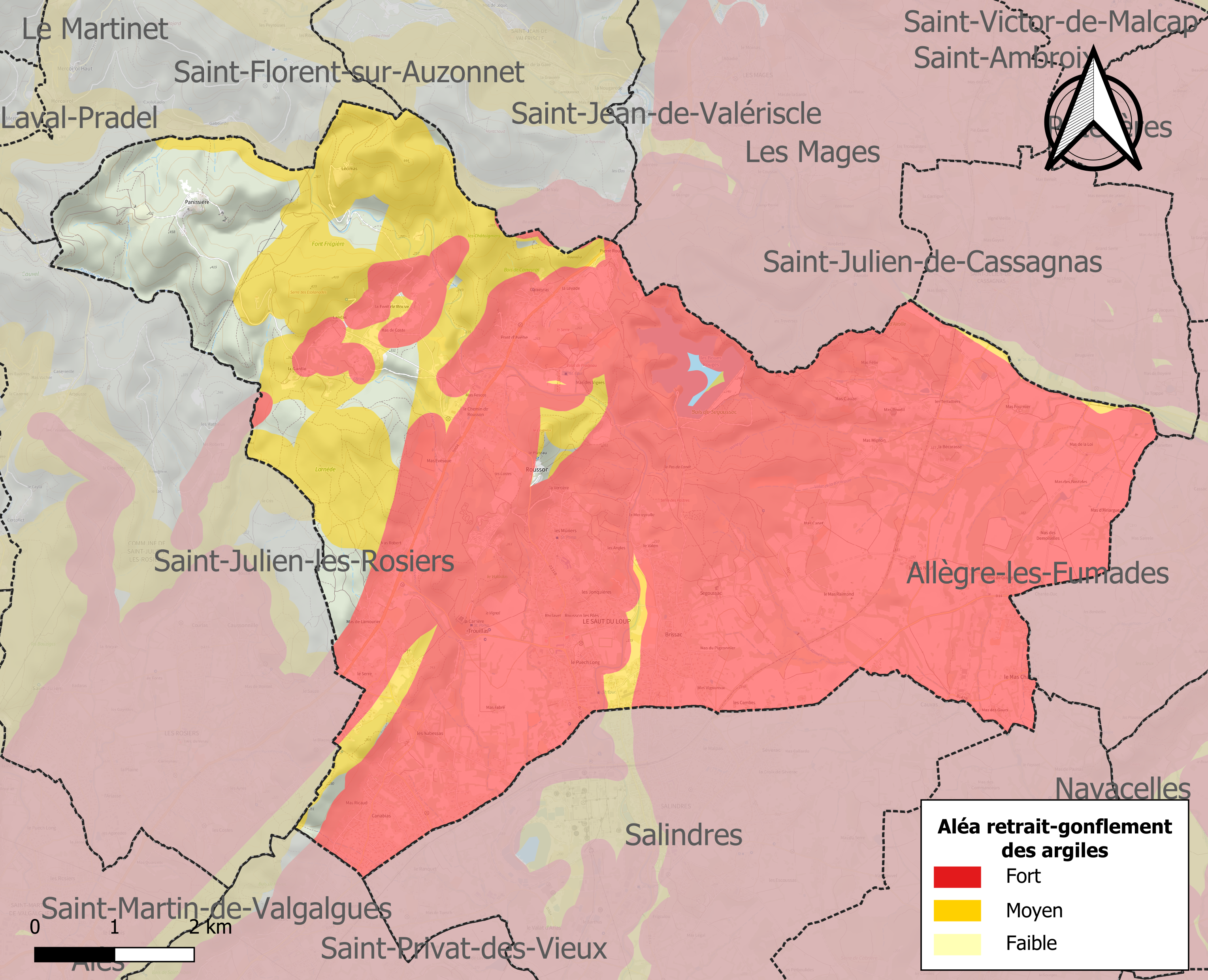
Carte des zones d'aléa retrait-gonflement des sols argileux de Rousson.

La commune est vulnérable au risque de mouvements de terrains constitué principalement du retrait-gonflement des sols argileux. Cet aléa est susceptible d'engendrer des dommages importants aux bâtiments en cas d’alternance de périodes de sécheresse et de pluie. 88,7 % de la superficie communale est en aléa moyen ou fort (67,5 % au niveau départemental et 48,5 % au niveau national). Sur les 1 686 bâtiments dénombrés sur la commune en 2019, 1665 sont en aléa moyen ou fort, soit 99 %, à comparer aux 90 % au niveau départemental et 54 % au niveau national. Une cartographie de l'exposition du territoire national au retrait gonflement des sols argileux est disponible sur le site du BRGM,.
Par ailleurs, afin de mieux appréhender le risque d’affaissement de terrain, l'inventaire national des cavités souterraines permet de localiser celles situées sur la commune.
Concernant les mouvements de terrains, la commune a été reconnue en état de catastrophe naturelle au titre des dommages causés par la sécheresse en 2012, 2016, 2017 et 2019 et par des mouvements de terrain en 1983.

#### Risques technologiques
La commune est exposée au risque industriel du fait de la présence sur son territoire d'une entreprise soumise à la directive européenne SEVESO.
Le risque de transport de matières dangereuses sur la commune est lié à sa traversée par des infrastructures routières ou ferroviaires importantes ou la présence d'une canalisation de transport d'hydrocarbures. Un accident se produisant sur de telles infrastructures est en effet susceptible d’avoir des effets graves au bâti ou aux personnes jusqu’à 350 m, selon la nature du matériau transporté. Des dispositions d’urbanisme peuvent être préconisées en conséquence.

#### Risque particulier
Dans plusieurs parties du territoire national, le radon, accumulé dans certains logements ou autres locaux, peut constituer une source significative d’exposition de la population aux rayonnements ionisants. Certaines communes du département sont concernées par le risque radon à un niveau plus ou moins élevé. Selon la classification de 2018, la commune de Rousson est classée en zone 2, à savoir zone à potentiel radon faible mais sur lesquelles des facteurs géologiques particuliers peuvent faciliter le transfert du radon vers les bâtiments.

## Histoire
Fief des Rochemore d'Aigremont puis des Agulhac de Beaumefort.
Louis XIII et Richelieu, venus signer la paix d'Alès, dormirent au château en 1629.

## Politique et administration

### Rattachements électoraux
Pour l'élection des députés, elle fait partie de la quatrième circonscription du Gard.

### Liste des maires
| Période                                  | Période                    | Identité             | Étiquette     | Qualité |
| ---------------------------------------- | -------------------------- | -------------------- | ------------- | --- |
| 1902                                     | 1908                       | Jules de Seynes      | Conservateur  | |
| 1919                                     | 1925 ou au-delà            | Étienne de Seynes    | Bloc national | Député (1919-1924) |
|                                          |                            |                      |               | |
| 1969                                     | mars 1989                  | Robert Vessière      | PCF           | |
| mars 1989                                | mars 2014                  | Jean-Claude Bertrand | PCF           | |
| mars 2014                                | En cours (au 19 août 2020) | Ghislain Chassary    | PCF           | Fonctionnaire, président de la CC Vivre en Cévennes (2014-2017) Conseiller départemental du Canton de Rousson depuis 2021 |
| Les données manquantes sont à compléter. |                            |                      |               | |

## Population et société

### Démographie
L'évolution du nombre d'habitants est connue à travers les recensements de la population effectués dans la commune depuis 1793. Pour les communes de moins de 10 000 habitants, une enquête de recensement portant sur toute la population est réalisée tous les cinq ans, les populations de référence des années intermédiaires étant quant à elles estimées par interpolation ou extrapolation. Pour la commune, le premier recensement exhaustif entrant dans le cadre du nouveau dispositif a été réalisé en 2005.

En 2022, la commune comptait 4 437 habitants, en évolution de +9,18 % par rapport à 2016 (Gard : +2,97 %, France hors Mayotte : +2,11 %).
| 1793 | 1800 | 1806 | 1821 | 1831  | 1836  | 1841  | 1846  | 1851  |
| ---- | ---- | ---- | ---- | ----- | ----- | ----- | ----- | ----- |
| 670  | 786  | 813  | 931  | 1 124 | 1 225 | 1 250 | 1 341 | 1 354 |

| 1856  | 1861  | 1866  | 1872  | 1876  | 1881  | 1886  | 1891  | 1896  |
| ----- | ----- | ----- | ----- | ----- | ----- | ----- | ----- | ----- |
| 1 418 | 1 242 | 1 218 | 1 313 | 1 389 | 1 380 | 1 503 | 1 443 | 1 383 |

| 1901  | 1906  | 1911  | 1921  | 1926  | 1931  | 1936  | 1946  | 1954  |
| ----- | ----- | ----- | ----- | ----- | ----- | ----- | ----- | ----- |
| 1 356 | 1 318 | 1 444 | 1 419 | 1 395 | 1 344 | 1 214 | 1 257 | 1 225 |

| 1962  | 1968  | 1975  | 1982  | 1990  | 1999  | 2005  | 2006  | 2010  |
| ----- | ----- | ----- | ----- | ----- | ----- | ----- | ----- | ----- |
| 1 232 | 1 389 | 1 719 | 2 271 | 3 164 | 3 019 | 3 335 | 3 396 | 3 747 |

| 2015  | 2020  | 2022  | - | - | - | - | - | - |
| ----- | ----- | ----- | - | - | - | - | - | - |
| 4 034 | 4 325 | 4 437 | - | - | - | - | - | - |

### Environnement
Le barrage des boues rouges  est une décharge industrielle, installée dans un thalweg comblé de boues rouges industrielles (issues de l'ancienne usine Pechiney de Salindres, aujourd'hui désaffectée).
Ces boues et déchets sont maintenus derrière un mur de 60 m de haut (plus haut que celui qui a cédé en Hongrie provoquant la catastrophe de l'usine d'aluminium d'Ajka (Hongrie). Ce barrage est en 2010 sous la responsabilité du groupe chimique Rhodia.

## Économie

### Revenus
En 2018  (données Insee publiées en septembre 2021), la commune compte 1 657 ménages fiscaux, regroupant 4 064 personnes. La médiane du revenu disponible par unité de consommation est de 20 660 € (20 020 € dans le département). 46 % des ménages fiscaux sont imposés (43,9 % dans le département).

### Emploi
|                | 2008   | 2013  | 2018  |
| -------------- | ------ | ----- | ----- |
| Commune        | 9,7 %  | 9,8 % | 9,2 % |
| Département    | 10,6 % | 12 %  | 12 %  |
| France entière | 8,3 %  | 10 %  | 10 %  |

En 2018, la population âgée de 15 à 64 ans s'élève à 2 479 personnes, parmi lesquelles on compte 74,6 % d'actifs (65,5 % ayant un emploi et 9,2 % de chômeurs) et 25,4 % d'inactifs,. En  2018, le taux de chômage communal (au sens du recensement) des 15-64 ans est inférieur à celui de la France et du département, alors qu'en 2008 il était supérieur à celui de la France.
La commune fait partie de la couronne de l'aire d'attraction d'Alès, du fait qu'au moins 15 % des actifs travaillent dans le pôle,. Elle compte 407 emplois en 2018, contre 467 en 2013 et 438 en 2008. Le nombre d'actifs ayant un emploi résidant dans la commune est de 1 638, soit un indicateur de concentration d'emploi de 24,8 % et un taux d'activité parmi les 15 ans ou plus de 54,4 %.
Sur ces 1 638 actifs de 15 ans ou plus ayant un emploi, 213 travaillent dans la commune, soit 13 % des habitants. Pour se rendre au travail, 93,1 % des habitants utilisent un véhicule personnel ou de fonction à quatre roues, 0,8 % les transports en commun, 3,3 % s'y rendent en deux-roues, à vélo ou à pied et 2,8 % n'ont pas besoin de transport (travail au domicile).

### Activités hors agriculture

#### Secteurs d'activités
225 établissements sont implantés  à Rousson au 31 décembre 2019. Le tableau ci-dessous en détaille le nombre par secteur d'activité et compare les ratios avec ceux du département,.
| Secteur d'activité                                                                                        | Commune | Commune | Département |
| Secteur d'activité                                                                                        | Nombre  | %       | %           |
| --- | ------- | ------- | ----------- |
| Ensemble                                                                                                  | 225     | 100 %   | (100 %)     |
| Industrie manufacturière, industries extractives et autres                                                | 22      | 9,8 %   | (7,9 %)     |
| Construction                                                                                              | 55      | 24,4 %  | (15,5 %)    |
| Commerce de gros et de détail, transports, hébergement et restauration                                    | 61      | 27,1 %  | (30 %)      |
| Information et communication                                                                              | 1       | 0,4 %   | (2,2 %)     |
| Activités financières et d'assurance                                                                      | 6       | 2,7 %   | (3 %)       |
| Activités immobilières                                                                                    | 4       | 1,8 %   | (4,1 %)     |
| Activités spécialisées, scientifiques et techniques et activités de services administratifs et de soutien | 25      | 11,1 %  | (14,9 %)    |
| Administration publique, enseignement, santé humaine et action sociale                                    | 28      | 12,4 %  | (13,5 %)    |
| Autres activités de services                                                                              | 23      | 10,2 %  | (8,8 %)     |

Le secteur du commerce de gros et de détail, des transports, de l'hébergement et de la restauration est prépondérant sur la commune puisqu'il représente 27,1 % du nombre total d'établissements de la commune (61 sur les 225 entreprises implantées  à Rousson), contre 30 % au niveau départemental.

#### Entreprises et commerces
Les cinq entreprises ayant leur siège social sur le territoire communal qui génèrent le plus de chiffre d'affaires en 2020 sont : 
- Garnier Et Raffier, production d'électricité (1 363 k€)
- Sodatex, affrètement et organisation des transports (435 k€)
- Locarene, activités de soutien au spectacle vivant (110 k€)
- Mas Mignon, activités des sièges sociaux (35 k€)
- Le Mas De Louise, hébergement touristique et autre hébergement de courte durée (14 k€)

Depuis 2009, la ville fait des efforts pour se doter d'un cœur de village propice aux commerces. Elle accueille également une start-up, Délys, spécialisée dans l'analyse de données et la vente de repas en ligne.

### Agriculture
La commune est dans les Garrigues, une petite région agricole occupant le centre du département du Gard. En 2020, l'orientation technico-économique de l'agriculture  sur la commune est la polyculture et/ou le polyélevage.
|               | 1988 | 2000  | 2010  | 2020  |
| ------------- | ---- | ----- | ----- | ----- |
| Exploitations | 48   | 26    | 20    | 20    |
| SAU (ha)      | 862  | 1 466 | 1 280 | 1 070 |

Le nombre d'exploitations agricoles en activité et ayant leur siège dans la commune est passé de 48 lors du recensement agricole de 1988  à 26 en 2000 puis à 20 en 2010 et enfin à 20 en 2020, soit une baisse de 58 % en 32 ans. Le même mouvement est observé à l'échelle du département qui a perdu pendant cette période 61 % de ses exploitations,. La surface agricole utilisée sur la commune a quant à elle augmenté, passant de 862 ha en 1988 à 1 070 ha en 2020. Parallèlement la surface agricole utilisée moyenne par exploitation a augmenté, passant de 18 à 54 ha.

## Culture locale et patrimoine

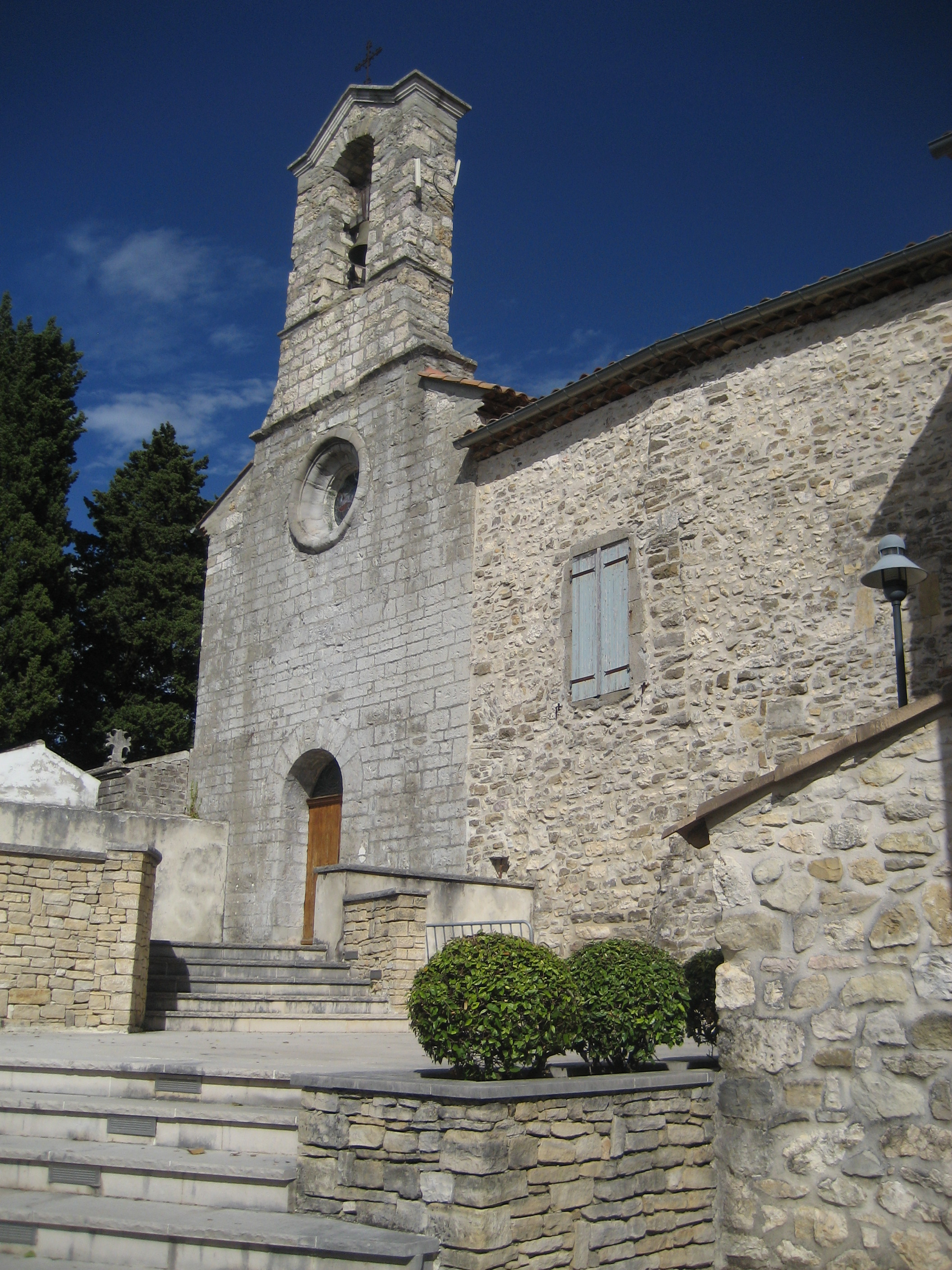
Église Saint-Martin de Rousson des (extensions absides).

### Lieux et monuments
Le château de Rousson fait l’objet d’une inscription au titre des monuments historiques depuis 1972.
- Site du Castellas, vue panoramique des Cévennes au mont Ventoux et par temps clair le mont Blanc.
- Le Préhistorama.
- Église Saint-Martin de Rousson. L'édifice a été inscrit au titre des monuments historiques en 1963[37].
- Rives de l'Avène et de l'Auzonnet.
- Bois de Segoussac.
- La Pierre Rouge, encastrée dans le mur d'une maison, est un simple bloc de calcaire teinté d'oxyde de fer, mais elle a donné lieu à des légendes (météorite, pouvoirs magiques...)

Les jardins ethno-botaniques de la Gardie se situent dans les prés de Landas. Un doublon des vergers mémoires du Sénat se trouve sur ce site.

### Personnalités liées à la commune
- Laurent Blanc
- Étienne de Seynes

### Héraldique
| Blason de Rousson | Blason  | D'hermine à la fasce losangée d'or et d'azur.    |
| Blason de Rousson | Détails | Le statut officiel du blason reste à déterminer. |